# Våldförd stad
Våldförd stad (italienska: Le mani sulla città) är en italiensk-fransk dramafilm från 1963 i regi av Francesco Rosi.

## Utmärkelser
Filmen vann Guldlejonet vid Filmfestivalen i Venedig 1963.

## Rollista i urval
- Rod Steiger - Edoardo Nottola
- Guido Alberti - Maglione
- Carlo Fermariello - De Vita
- Salvo Randone - Luigi De Angelis
- Dany Paris - Dany, Magliones flickvän
- Angelo D'Allesandro - Dr. Balsamo